# Efekt Signora-Lippsa

Efekt Signora-Lippsa opisuje istotną cechę zapisu kopalnego – incydent wyginięcia jest przez zapis kopalny sztucznie antycypowany i rozciągany w czasie w stosunku do punktu na osi czasu odpowiadającemu rzeczywistemu wydarzeniu, które zapoczątkowało wymieranie

Efekt Signora-Lippsa – zasada paleontologiczna zaproponowaną przez Philipa W. Signora i Jere'a H. Lippsa, która stwierdza, iż zapis kopalny nigdy nie jest kompletny i ani pierwszy, ani ostatni przedstawiciel w danym taksonie nie jest obecny w zapisie kopalnym.
Powszechnie znanym przykładem są tutaj Celakantokształtne – rząd ryb mięśniopłetwych. Sądzono, iż wymarły w późnej kredzie, dopóki w 1938 r. nie złowiono żywego przedstawiciela rodziny Latimeriidae. Gatunki określane mianem fauny z Burgess Shale zostały odkryte w zapisie kopalnym skał wczesnego i środkowego kambru i do pewnego momentu tylko z tym okresem były identyfikowane. Od 2006 r. skamieniałości podobnych organizmów znajdowano również w skałach pochodzących z syluru, ordowiku i wczesnego dewonu, tj. nawet 100 milionów lat po faunie z Burgess Shale. Należy przyjąć, iż występowanie procesu chemicznego w ówczesnym oceanie, w wyniku którego ciała tych zwierząt uległy fosylizacji, mogło być fenomenem epizodycznym i ograniczonym co do czasu trwania. 
Zasada Signora-Lippsa implikuje poważne komplikacje w interpretacji zapisu kopalnego.
- Nie można obiektywnie ocenić czasu trwania i szybkości wymierania gatunków w tzw. masowych wymieraniach, a to z kolei utrudnia weryfikację postulowanej przyczyny danego incydentu. Przykładowo, wyginięcie dinozaurów przez długi czas było postrzegane jako proces stopniowy, dopóki pod koniec dekady po 1980 r. nie odkryto dowodów wskazujących na gwałtowny charakter tego incydentu, uwiarygadniających ponadto teorię o upadku asteroidy jako przyczynie wymierania.

- Nie można niezawodnie ocenić momentu pojawienia się taksonu, a co za tym idzie, nie można być pewnym pochodzenia danego rodzaju. Przykładowo, jeśli najstarsza znana skamieniałość przedstawiciela rodzaju X jest wcześniejsza niż skamieniałość przedstawiciela rodzaju Y, a przedstawiciel rodzaju Y reprezentuje w zapisie kopalnym wszystkie cechy rodzaju X plus własne innowacje, naturalnym jest, iż przyjmiemy hipotezę pochodzenia rodzaju Y od rodzaju X. Niemniej hipoteza ta może być zakwestionowana w momencie odnalezienia skamieniałości przedstawiciela rodzaju Y, która jest starsza od jakiejkolwiek znanej skamieniałości przedstawiciela rodzaju X, dopóki nie znajdziemy ponownie jeszcze starszej skamieniałości przedstawiciela rodzaju X etc[potrzebny przypis].